# Tomasz Wróbel (hematolog)
Tomasz Wróbel – polski hematolog, dr hab. nauk medycznych, profesor zwyczajny, oraz kierownik Katedry i Kliniki Hematologii, Nowotworów Krwi i Transplantacji Szpiku Wydziału Lekarskiego Kształcenia Podyplomowego Uniwersytetu Medycznego im. Piastów Śląskich we Wrocławiu.

## Życiorys
W 1989 ukończył studia medyczne na Akademii Medycznej im. Piastów Śląskich, 28 czerwca 1996 obronił pracę doktorską Rola megakariocytów i fibroblastów w procesie włóknienia szpiku w zespołach mieloproliferacyjnych, 12 stycznia 2007 habilitował się na podstawie pracy zatytułowanej Rola angiogenezy w patogenezie wybranych nowotworów układu krwiotwórczego. 14 sierpnia 2014 nadano mu tytuł profesora w zakresie nauk medycznych.
Został zatrudniony na stanowisku profesora nadzwyczajnego Katedry i Kliniki Hematologii, Nowotworów Krwi i Transplantacji Szpiku Wydziału Lekarskiego Kształcenia Podyplomowego Akademii Medycznej im. Piastów Śląskich.
Objął funkcję profesora zwyczajnego, a także kierownika w Katedrze i Klinice Hematologii, Nowotworów Krwi i Transplantacji Szpiku na Wydziale Lekarskim Kształcenia Podyplomowego Uniwersytetu Medycznego im. Piastów Śląskich we Wrocławiu.
Jest prodziekanem Wydziału Lekarskiego Kształcenia Podyplomowego Uniwersytetu Medycznego im. Piastów Śląskich we Wrocławiu.